# Wolf Pack (série télévisée)
Pour les articles homonymes, voir Wolf Pack.
Wolf Pack est une série télévisée américaine en huit épisodes d'environ 50 minutes développée par Jeff Davis diffusée entre le 26 janvier et le 16 mars 2023 sur Paramount+.
Il s'agit de l'adaptation du livre du même nom écrit par l'auteur canadien Edo van Belkom (en), publié en 2004.
En France, elle est disponible sur Paramount+ depuis le 29 juin 2023 en version française.

## Synopsis
Wolf Pack suit deux adolescents, Everett et Blake, dont la vie est changée à jamais lorsqu'un feu de forêt en Californie réveille une créature surnaturelle terrifiante et la pousse à attaquer un embouteillage d'autoroute sous les collines brûlantes. Blessés dans le chaos, les adolescents sont inexplicablement attirés l'un par l'autre et par deux autres, les faux jumeaux Harlan et Luna, adoptés seize ans plus tôt par un garde forestier après un autre mystérieux incendie de forêt. Alors que la pleine lune se lève, les quatre adolescents se réunissent pour découvrir le secret qui les relie : la morsure et le sang d'un loup-garou.

## Distribution

### Acteurs principaux
- Armani Jackson (VF : Martin Faliu) : Everett Lang
- Bella Shepard (VF : Charlotte d'Ardalhon) : Blake Navarro
- Chloe Rose Robertson (VF : Valérie Bescht) : Elizabeth « Luna » Briggs
- Tyler Lawrence Gray (VF : Jonathan Amram) : Harlan Briggs
- Sarah Michelle Gellar (VF : Claire Guyot) : Kristin Ramsey
- Rodrigo Santoro (VF : Arnaud Arbessier) : Garrett Briggs

### Acteurs récurrents
- Bailey Stender (VF : Ornella Jude) : Phoebe Caldwell
- Chase Liefeld (VF : Enzo Ratsito) : Baron
- Hollie Bahar (VF : Élisa Bourreau) : la ranger Prisha Ahmad
- Rainer Dawn (VF : Antoine Fleury) : Cody Malcolm
- Lanny Joon (en) : l'officier Jason Jang
- Rio Mangini (VF : Grégory Laisné) : Austin Kirk
- Stella Smith : Tia Patterson
- Zack Nelson (VF : Andrea Santamaria) : Cyrus Nix
- James Martinez (VF : Philippe Roullier) : Roberto Navarro
- Amy Pietz (VF : Nathalie Spitzer) : Kendra Lang
- John L. Adams (VF : Nicolas Justamon) : David Lang
- Sean Philip Glasgow (VF : Alexandre Bierry) : Connor Ryan
- Jillian Ward (en) : Analyn Santiago
- Gideon Emery (VF : Martial Le Minoux) : Malcolm
- Nevada Jose (VF : Philippe Roullier) : Danny Navarro

 Source et légende : version française (VF) sur RS Doublage

## Production
Le tournage a débuté le 21 juillet 2022 à Atlanta, en Géorgie, et s'est terminé en novembre 2022.
Le 25 janvier 2024, la série est annulée.

## Épisodes
| Saisons | Saisons | Nombre d'épisodes | Diffusion originale sur Paramount+ | Diffusion originale sur Paramount+ | Paramount+      | Paramount+    |
| Saisons | Saisons | Nombre d'épisodes | Début de saison                    | Fin de saison                      | Début de saison | Fin de saison |
| ------- | ------- | ----------------- | ---------------------------------- | ---------------------------------- | --------------- | ------------- |
|         | 1       | 8                 | 26 janvier 2023                    | 16 mars 2023                       | 29 juin 2023    | 29 juin 2023  |

1. De l'étincelle à la flamme (From a Sparke to a Flame)
2. Deux morsures, deux naissances (Two Bitten, Two Born)
3. Point de départ (Origin Point)
4. Peur et douleur (Fear and Pain)
5. Pyromane (Incendiary)
6. Après la fête (After Party)
7. La respiration du lion (Lion’s Breath)
8. Cascade trophique (Trophic Cascade)